# Hrabstwo Aransas

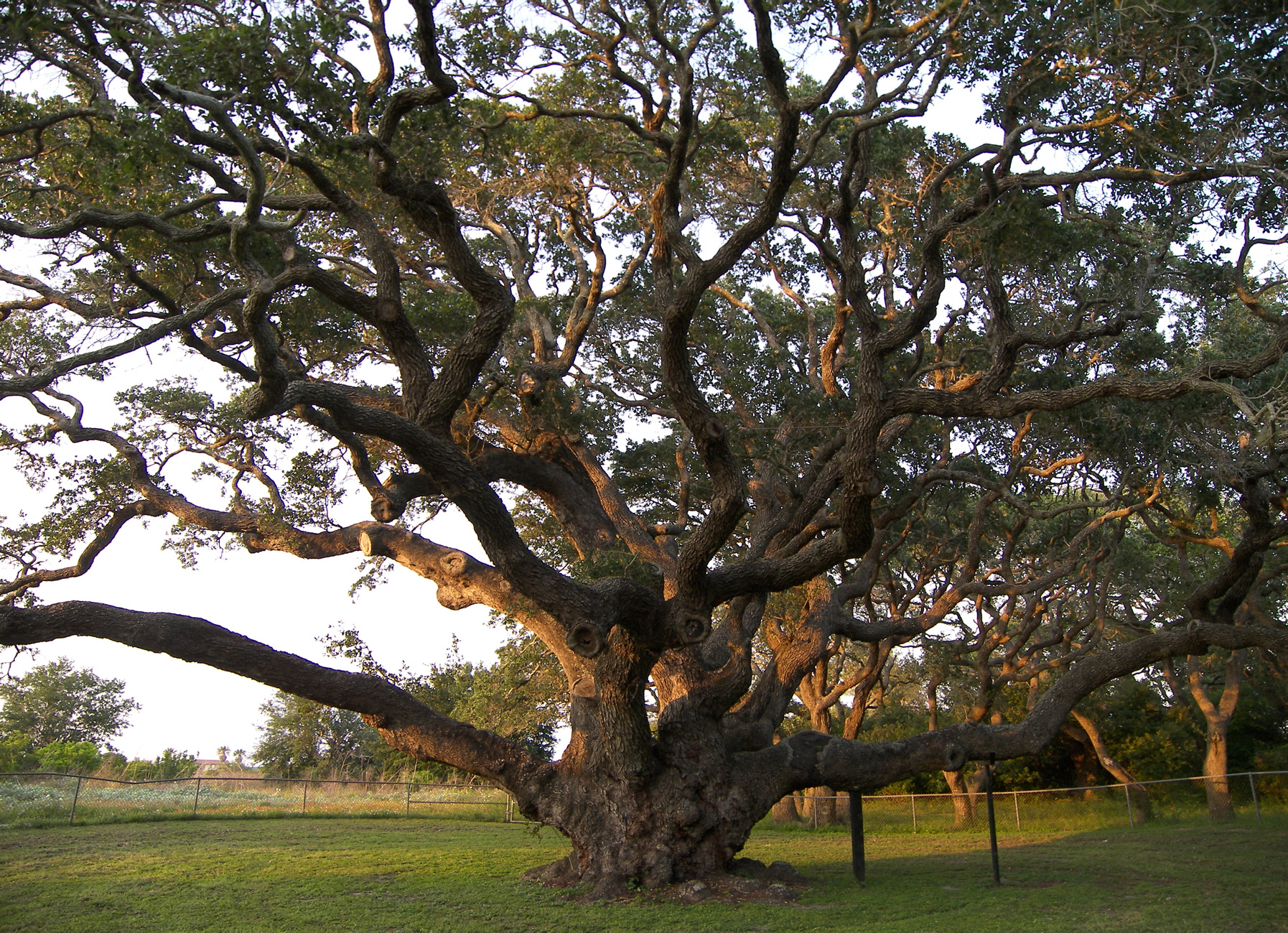
„Big Tree” w pobliżu Lamar jest jednym z największych okazów dęba w USA

Hrabstwo Aransas (ang. Aransas County) – hrabstwo w USA, w stanie Teksas, nad Zatoką Meksykańską. Stolicą hrabstwa jest Rockport. Hrabstwo Aransas zostało utworzone w 1871 z hrabstwa Refugio i nazwane tak od Rio Nuestra Senora de Aranzazu, hiszpańskiej placówki we wczesnym Teksasie.
W sierpniu 2017 r. huragan Harvey wyrządził ogromne szkody w hrabstwie.

## Sąsiednie hrabstwa
- Hrabstwo Calhoun (północny wschód)
- Hrabstwo Nueces (południowy wschód)
- Hrabstwo San Patricio (południowy zachód)
- Hrabstwo Refugio (północny zachód)

## Miasta
- Aransas Pass
- Corpus Christi
- Fulton
- Rockport

## CDP
- Lamar
- Holiday Beach

## Demografia
W 2020 roku 92,9% mieszkańców hrabstwa stanowiła ludność biała (66,8% nie licząc Latynosów), 2,1% to byli Azjaci, 1,9% było rasy mieszanej, 1,7% to byli czarnoskórzy Amerykanie lub Afroamerykanie i 1,3% to rdzenna ludność Ameryki. Latynosi stanowili 27,9% ludności hrabstwa.

## Religia
W 2010 roku pod względem członkostwa do największych denominacji w hrabstwie należały: Kościół katolicki (17,7%) i Południowa Konwencja Baptystów (14,9%). Do innych grup religijnych należeli: metodyści, ewangelikalni bezdenominacyjni, liberalni prezbiterianie, episkopalni, zielonoświątkowcy, mormoni, luteranie, świadkowie Jehowy, campbellici i uświęceniowcy.